# 은 (정위)
은(殷, ? ~ ?)은 전한 중기의 관료이다. '은'은 이름자로, 성씨는 알 수 없다.

## 행적
건원 6년(기원전 135년), 정위에 임명되었다.

## 출전
- 반고, 《한서》권19하 백관공경표 下

| 전임 무 | 전한의 정위 기원전 135년 ~ 기원전 130년? | 후임 적공 |